# 雷德曼 (密蘇里州斯科特縣)
雷德曼（英語：Redman）是位於美國密蘇里州斯科特縣的鬼鎮。

## 地理
雷德曼所處的海拔為高於海平面102米（即335英呎），而該地所採用的時區為UTC-6，即北美中部時區（CST）。同時該地設有夏令時間，為UTC-6調快一小時，即UTC-5（CDT）。